# St. Johannes (Mindelheim)

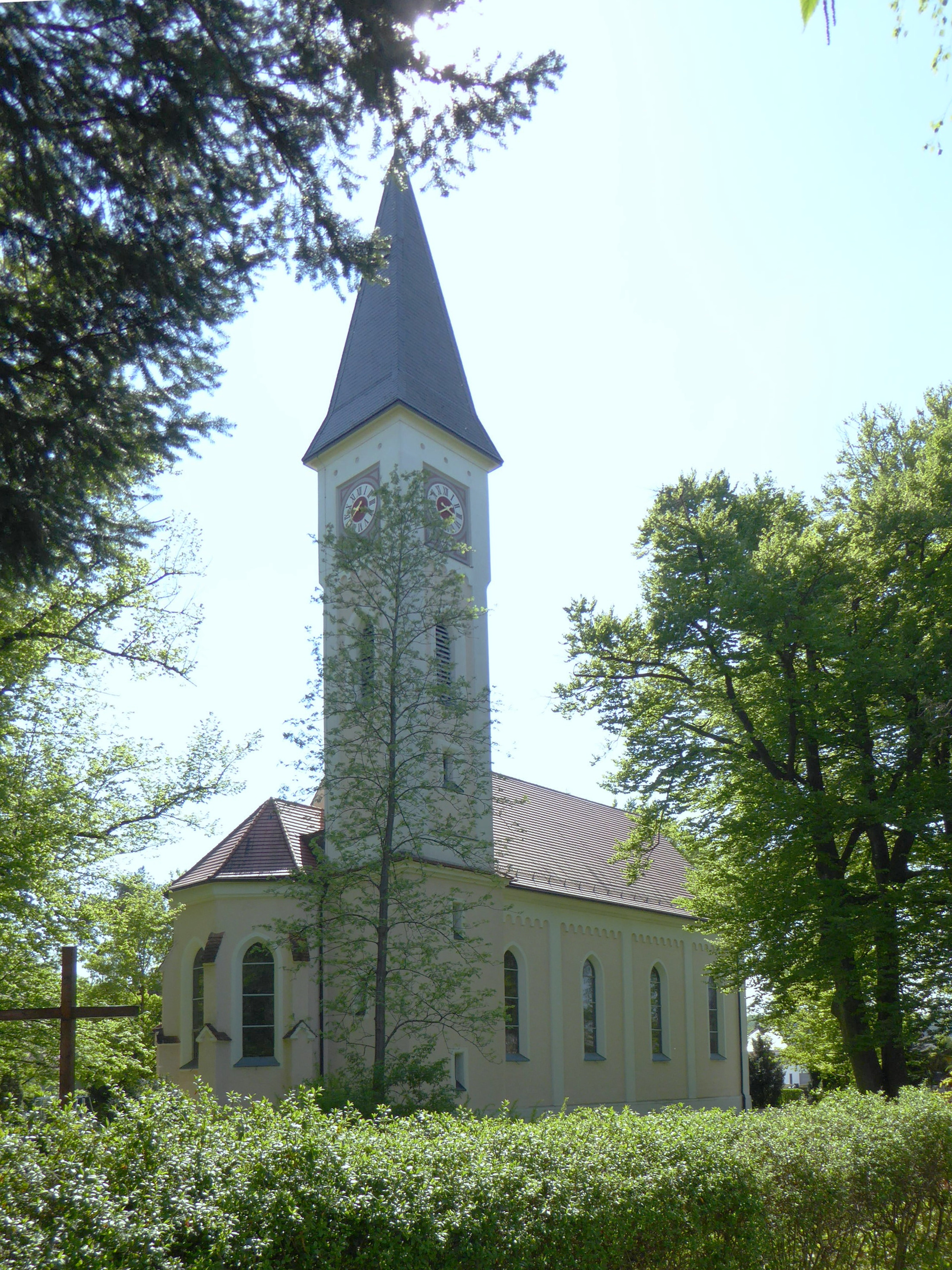
St. Johannes in Mindelheim

St. Johannes ist die evangelisch-lutherische Stadtkirche in Mindelheim, der Kreisstadt im schwäbischen Landkreis Unterallgäu in Bayern. Das denkmalgeschützte Bauwerk ist in der Liste der Baudenkmäler in Mindelheim unter der Nr. D-7-78-173-13 eingetragen. Die Kirche gehört zum Dekanat Memmingen im Kirchenkreis Augsburg der Evangelisch-Lutherischen Kirche in Bayern.

## Beschreibung
Die neugotische Saalkirche wurde 1897/98 nach einem Entwurf von Ferdinand Schildhauer erbaut. Sie besteht aus einem Langhaus, dessen Wände mit Lisenen und Bogenfriesen verziert sind, einem eingezogenen, dreiseitig geschlossenen, von Strebepfeilern gestützten Chor im Osten, einem Chorflankenturm auf quadratischem Grundriss an der Nordwand und der Sakristei an der Südwand des Chors. Die oberen Geschosse des Chorflankenturms beherbergen die Turmuhr und den Glockenstuhl. Er wurde 1935 mit einem hohen, schiefergedeckten Pyramidendach versehen. 
Der Innenraum des Langhauses ist mit einem Tonnengewölbe überspannt, der des Chors mit einem Kreuzrippengewölbe.